# Орєхово (Калузька область)
Орєхово (рос. Орехово) — присілок в Жуковському районі Калузької області Російської Федерації.
Населення становить 11 осіб. Входить до складу муніципального утворення Присілок Корсаково.

## Історія
Від 2004 року входить до складу муніципального утворення Присілок Корсаково

## Населення
| 2002 | 2010 |
| ---- | ---- |
| 16   | ↘11  |